# Multimoog

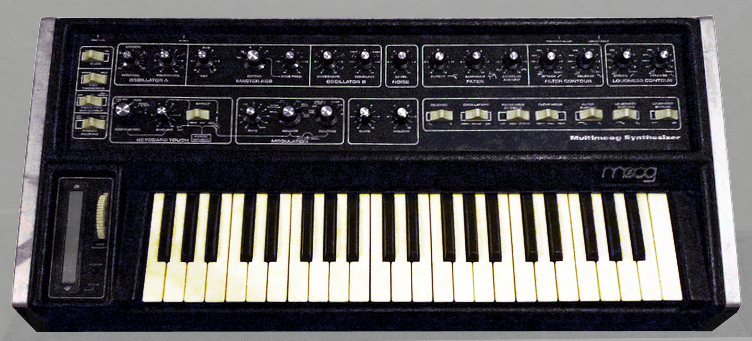
El Multimoog es un sintetizador analógico fabricado por Moog Music entre 1978 y 1981.

El Multimoog es un sintetizador analógico fabricado por Moog Music entre 1978 y 1981. Derivado del modelo antecesor Micromoog, el Multimoog tuvo como fin crear una alternativa económicamente más accesible que el Minimoog. Sin embargo tuvo algunas funciones avanzadas que el Minimoog no tenía, entre ellas el aftertouch (sensibilidad a la presión).